# Carl Friedrich von Pieschel

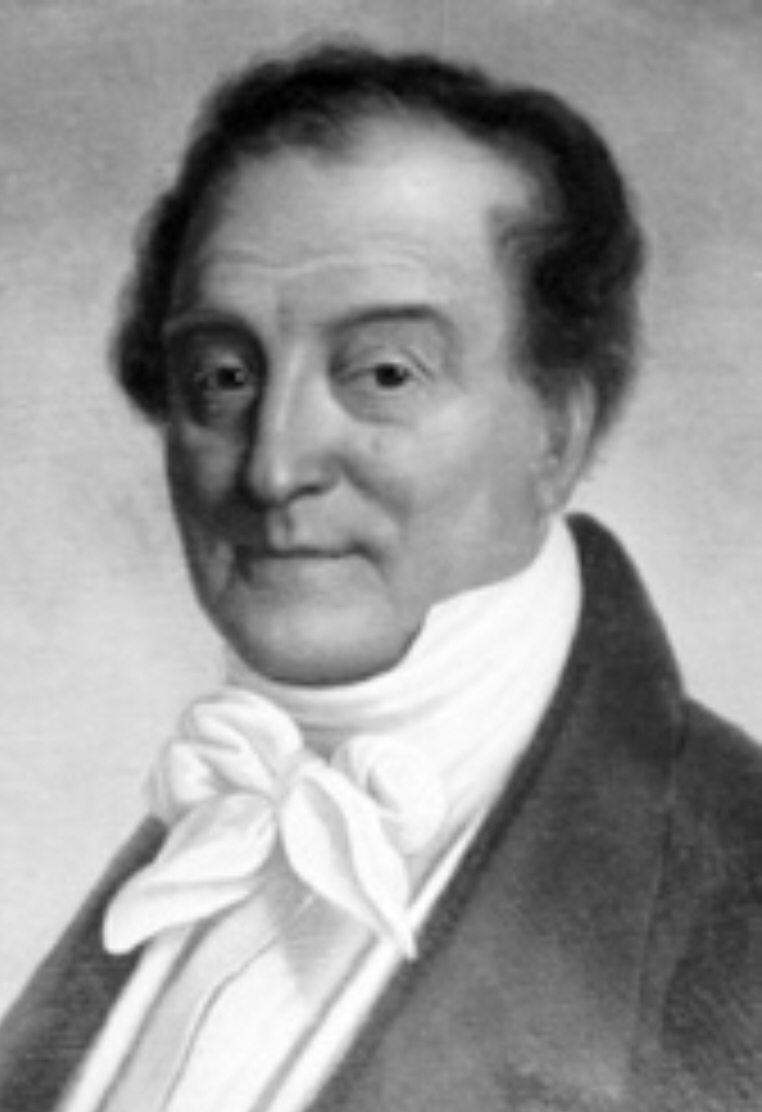
Carl Friedrich von Pieschel

Carl Friedrich von Pieschel (* 25. Oktober 1779 in Groß Ellingen; † 21. Mai 1855 in Magdeburg) war ein deutscher Kaufmann, Landwirt, Fabrikant, Gutsbesitzer und erster Vorsteher der von seinem Onkel Carl August Gottfried Pieschel gestifteten Pieschelschen Anstalt in Burg (bei Magdeburg).

## Leben

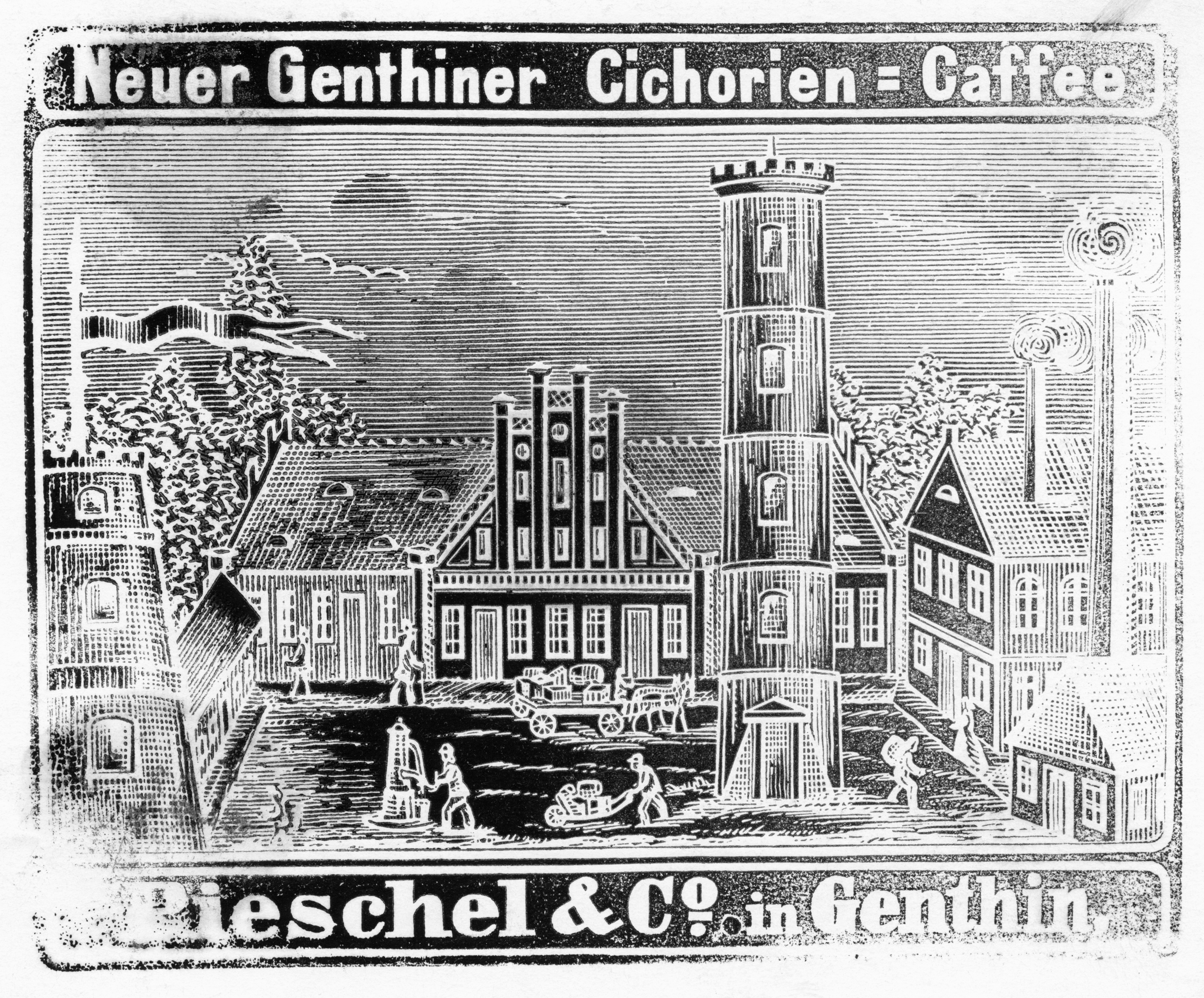
Holzstich für Zichorienkaffee der Firma Pieschel & Co. in Genthin-Altenplathow. (1840) Auf der linken Seite des Holzstichs ist die Pieschelsche Mühle zu erkennen, in der Mitte das Fabrikgebäude und der Schrotturm und ganz rechts das Kesselhaus für die Dampfmaschine.

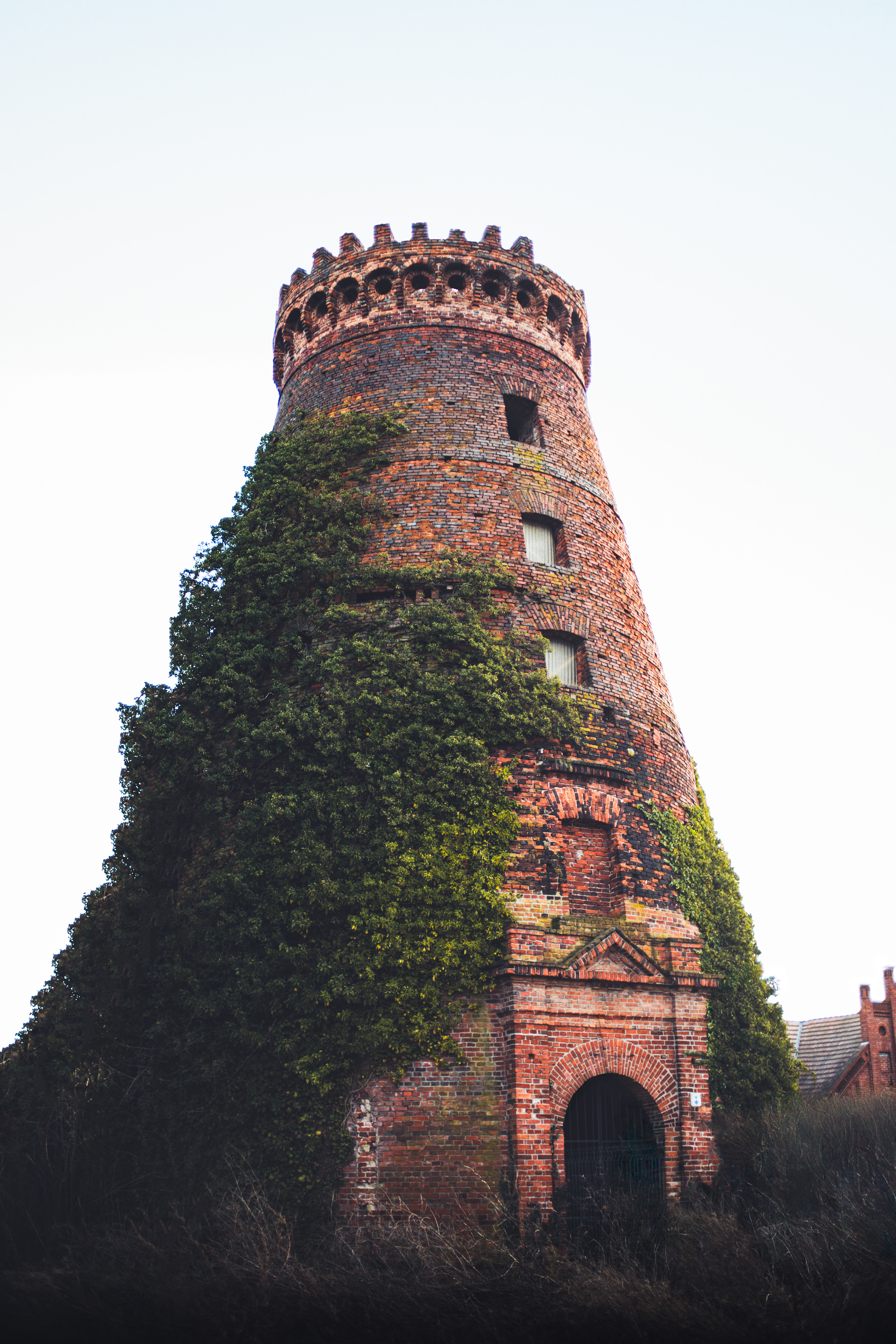
Der alte "Pieschelsche Mühlturm" der Zichorienfabrik in Altenplathow stammt aus dem Jahr 1808. Er ist damit das älteste Industriedenkmal von Genthin.

Carl Friedrich von Pieschel wurde am 25. Oktober 1779 in Groß Ellingen nördlich von Stendal als Sohn des Hohenberger Burgmeisters Christian Friedrich Pieschel (* 27. April 1742 in Magdeburg; † 2. September 1791 in Hohenberg) und Dorothea Elisabeth Pieschel (* 11. April 1749 in Burgstall; † 9. April 1831 in Tangermünde) geboren. Pieschel heiratete am 24. Oktober 1818 Johanna Rosine Kohlbach Kriphan (* 27. April 1791 in Glaucha; † 18. August 1861 in Altenplathow), die Tochter des Herzog Friedrich Wilhelm von Braunschweig-Wolfenbüttel, mit der er vier gemeinsame Kinder hatte. Namentlich waren dies Karl Friedrich August von Pieschel (* 1821 in Magdeburg; † 1906 in Altenplathow), Johanna Elisabeth Rosalie von Schnehen (* 20. September 1823 in Magdeburg; † 14. April 1902 in Genthin), Friedrich Wilhelm August von Pieschel (* 1825 in Altenplathow; † 1887 in Theeßen) und Wilhelm von Pieschel (* 1827 in Naumburg; † 1854 ebenda).
Im Frühjahr 1808 erstand Pieschel die Güter in Altenplathow, Theeßen, Räckendorf und Nieplitz als Erbzinsgut. Auf seinem Gut in Altenplathow nördlich des Plauer Kanals errichtete er kurz darauf die erste Fabrik zur Verarbeitung landwirtschaftlicher Produkte in der Region – eine Zichorienfabrik zur Herstellung des Zichorienkaffee, einem kaffeeähnlichen Getränk, welches sich zu dieser Zeit großer Beliebtheit erfreute. Die Fabrik wurde wenig später um eine Ölmühle und eine Schrotgießerei zur Herstellung von englischem Patentschrot erweitert. Die Unternehmen wurden unter dem Namen Pieschel & Co. geführt. Das Unternehmen führte er gemeinsam mit seinem Schwager Carl Friedrich Kohlbach (* 26. Dezember 1793 in Glaucha; † 13. August 1878 in Neumühle bei Alt-Ruppin).
Kohlbach war neben seiner Tätigkeit als Fabrikant sehr interessiert an der Kunst der Gartengestaltung und ein enger Freund des bekannten Gartenarchitekten Peter Joseph Lenné. Gemeinsam planten und entwarfen die beiden die zu den pieschelschen Besitzungen gehörenden Parkanlagen, wie den Gutspark Theeßen (heute: Dorfpark Theeßen) und den Gutspark Altenplathow (heute: Volkspark Genthin) im Stiele englischer Landschaftsgärten. Hier entstand auch das im gotischen Stiel errichtete Pieschelche Mausoleum mit angeschlossener Grabstätte. Ab 1845 errichtet Kohlbach das Gutshaus Neumühle am Rhin / Molchowsee mit angeschlossener Parkanlage. Hier verstarb er auch 1878 im Alter von 84 Jahren.
Im Frühjahr 1831 wurde Pieschel zum erster Vorsteher der von seinem Onkel Carl August Gottfried Pieschel gestifteten Pieschelschen Anstalt in Burg (bei Magdeburg), einer Erziehungsanstalt für arme Kinder, welche bis 1923 in Betrieb war. Heute wird das Gebäude durch das Deutsche Rote Kreuz als Seniorenzentrum genutzt und trägt den Namen DRK-Seniorenzentrum "C. A. Gottfried Pieschel".
Im Jahr 1840 wurde Pieschel für seine Verdienste um die wirtschaftliche Entwicklung der Region von Friedrich Wilhelm IV. in Königsberg der erbliche Adelstitel verliehen. Zu dieser Zeit ließ er sich von dem Berliner Architekten Eduard Knoblauch ein neues Gutshaus, sowie ein weiteres Fabrikgebäude errichten.

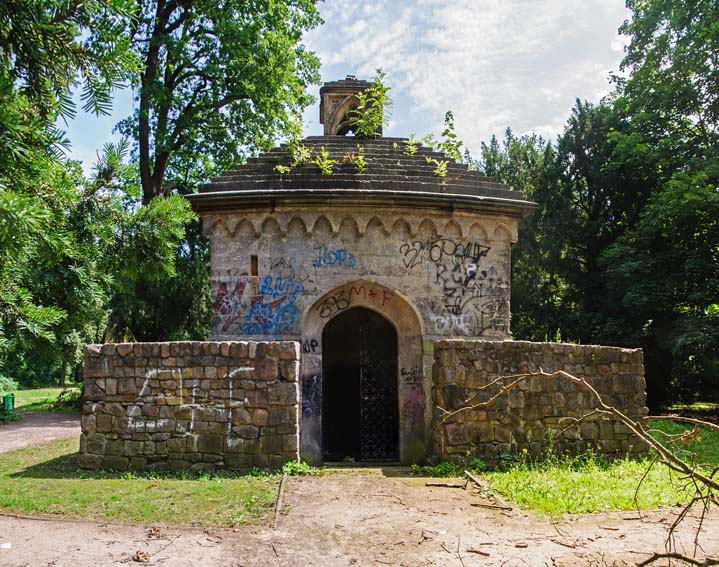
Mausoleum der Familie Pieschel im Volkspark Genthin.

Pieschel verstarb 1855 im Alter von 75 Jahren in Magdeburg. Sein Besitz wurde anschließend unter seinen beiden noch lebenden Söhnen aufgeteilt. Der ältere Karl Friedrich August von Pieschel erhielt das Gut Altenplathow sowie die sich hier befindende Fabrik. Der jüngere Friedrich Wilhelm August von Pieschel erhielt die Güter in Theeßen, Räckendorf und Nieplitz.

## Auszeichnungen
- Gedenkmünze für sein Patentschrot auf der nationalen Gewerbemesse in Berlin, 1827
- Verleihung des erblichen Adelstitels durch Friedrich Wilhelm IV. in Königsberg, 1840